# محمد بن سعود القاسمي
محمد بن سعود بن صقر القاسمي (1987 -)، ولي عهد إمارة رأس الخيمة بدولة الإمارات العربية المتحدة ورئيس المجلس التنفيذي، ورئيس مجلس القضاء في الإمارة.

## حياته

### طفولته وتعليمه
ولد في 9 فبراير 1987 لوالده الشيخ سعود بن صقر القاسمي وأمه هناء بنت جمعة الماجد. درس في مدرسة تعتمد المنهج البريطاني في رأس الخيمة وتخرج من جامعة كاليفورنيا في لوس أنجلوس. حصل على درجة البكالوريوس في العلوم السياسية عام 2009.

### المسيرة المهنية
بعد عودته من الولايات المتحدة الأمريكية عام 2009، التحق بديوان حاكم رأس الخيمة وبدأ بمساعدة والده في الإشراف على سير العمل في الدوائر والهيئات الحكومية في رأس الخيمة. وكان له دور توجيهي في دعم العديد من المبادرات الهادفة إلى تعزيز الأداء الحكومي والمنافسة والشفافية. كما أشرف على تنفيذ برنامج محمد بن سعود لتأهيل المساكن الذي شمل القرى ذات الكثافة السكانية المنخفضة في المناطق الجبلية في رأس الخيمة، ووفر سهولة الوصول إلى المياه النظيفة وغيرها من الخدمات المهمة.
كما عين رئيساً لمجلس القضاء في 22 مايو 2011، ويشغل سموه أيضاً منصب رئيس المجلس التنفيذي لإمارة رأس الخيمة منذ 24 من يوليو 2012، بموجب القانون رقم 7 لسنة 2012، ويشرف في الوقت ذاته على إدارة هيئات وشركات عدة في رأس الخيمة، تساهم في تنمية ودعم الاقتصاد الوطني.

### ولاية العهد
في 6 ديسمبر 2010، أصدر الشيخ سعود بن صقر القاسمي مرسوماً أميرياً يقضي بتعيين نجله الشيخ محمد بن سعود القاسمي ولياً للعهد في الإمارة.

## النشاطات
يولي محمد بن سعود القاسمي ولي عهد إمارة رأس الخيمة اهتماما خاصاً بتنمية وتطوير قطاعي الصناعة والسياحة مكرساً وقته في تعزيز مناخ إستثماري وبيئة جاذبة للمستثمرين مستوحياً أفكار إبداعية في إطار الرؤية الإستراتيجية التي وضعها والده سعود بن صقر القاسمي حاكم رأس الخيمة للنهوض بالإمارة وتعزيز مفاهيم وقيم المنافسة والشفافية والتنمية المستدامه .
كما يشرف على إدارة عدة هيئات وشركات تسعى جميعاً إلى تنفيذ ودعم المشاريع تنموية مختلفه، وهو قارئ نهم مولع بقراءة الكتب والدوريات والمجلات المتعلقة بالعلاقات الدولية، كما يولي اهتماما خاصاً بالجانب الرياضي.

## الحياة الخاصة
تزوج الشيخ محمد من شيخة بنت بطي بن مكتوم آل مكتوم عام 2018. وهي حفيدة الشيخ راشد بن أحمد المعلا حاكم أم القيوين السابق وابنة أخت الشيخة هند بنت مكتوم آل مكتوم، قرينة الشيخ محمد بن راشد آل مكتوم حاكم دبي. وللزوجين ثلاثة أطفال:
- سلامة بنت محمد القاسمي (مواليد 20 مارس 2020)
- حصة بنت محمد القاسمي (مواليد 1 ديسمبر 2021)
- زايد بن محمد القاسمي (مواليد 22 ديسمبر 2022)